# フェリス (テキサス州)
フェリス（Ferris）は、アメリカ合衆国テキサス州のエリス郡およびダラス郡にある町である。ダラスの南30キロメートルに位置する。人口は2,930人（2023年推計）。